# کلاغ (دلقک)
کلاغ نام یک دلقک ایرانی است که در اواخر دوران قاجار در یکی از روستاهای کرمان متولد شد و در پانزده سالگی به بندر لنگه مهاجرت نمود و برای همیشه در آنجا ساکن گردید. وی که به صورت یک شومن دوره‌گرد در جنوب ایران فعالیت می‌نمود با حملهٔ متفقین به ایران به شیخ‌نشین‌های حاشیه خلیج فارس رفته و در آنجا شهرت فراوان یافت.
وی دلقک اختصاصی شیخ دوبی در دهه ۱۳۳۰ خورشیدی بوده است. وی پس از اقامت چند ساله در حاشیه جنوبی خلیج فارس، به ایران بازگردیده و در سال ۱۳۵۰ خورشیدی در بندر لنگه درگذشت.